# Krzysztof Brejza
Krzysztof Brejza (ur. 16 maja 1983 w Bydgoszczy) – polski polityk i prawnik, doktor nauk prawnych, poseł na Sejm VI, VII, VIII i X kadencji (2007–2019, 2023–2024), senator X kadencji (2019–2023), poseł do Parlamentu Europejskiego IX i X kadencji (od 2024).

## Życiorys

### Wykształcenie
Absolwent II Liceum Ogólnokształcącego im. Marii Konopnickiej w Inowrocławiu. Ukończył w ramach MISH studia prawnicze na Wydziale Prawa i Administracji Uniwersytetu Warszawskiego, uzyskując tytuł zawodowy magistra prawa w 2007. W 2012 został na tej uczelni absolwentem studiów na kierunku stosunki międzynarodowe. W 2014 uzyskał stopień doktora nauk prawnych na Wydziale Prawa i Nauk Społecznych Szkoły Wyższej Psychologii Społecznej w Warszawie na podstawie dysertacji dotyczącej kontroli parlamentarnej nad służbami specjalnymi.

### Działalność polityczna
W wyborach samorządowych w 2002 bez powodzenia ubiegał się o mandat radnego sejmiku kujawsko-pomorskiego z listy koalicji POPiS. W 2005 wstąpił do Platformy Obywatelskiej. W tym samym roku został radnym sejmiku województwa, zastępując w trakcie kadencji Macieja Świątkowskiego, który objął mandat poselski. W następnym roku Krzysztof Brejza bezskutecznie ubiegał się o reelekcję. W wyborach parlamentarnych w 2007 z listy Platformy Obywatelskiej został wybrany do Sejmu VI kadencji, otrzymując w okręgu bydgoskim 6441 głosów. Zasiadł m.in. w Komisji Ustawodawczej, Komisji Sprawiedliwości i Praw Człowieka, a także w komisji śledczej ds. nacisków.
W 2010 został sekretarzem regionu kujawsko-pomorskiej Platformy Obywatelskiej. W 2011 decyzją zarządu krajowego PO został przesunięty z proponowanego 4. na 7. miejsce na liście wyborczej w okręgu bydgoskim. W wyborach w tym samym roku uzyskał reelekcję, otrzymując 12 600 głosów (drugi wynik na liście kandydatów PO w tym okręgu). W Sejmie VII kadencji wszedł w skład Komisji do spraw Służb Specjalnych.
W 2015 ponownie został wybrany do Sejmu (z wynikiem 15 951 głosów). W Sejmie VIII kadencji został zastępcą przewodniczącego Komisji Ustawodawczej oraz członkiem komisji śledczej ds. Amber Gold, pracował też w Komisji Samorządu Terytorialnego i Polityki Regionalnej (2015–2016). W listopadzie 2015 został powołany na funkcję ministra sprawiedliwości w gabinecie cieni utworzonym przez Platformę Obywatelską.
Bezskutecznie kandydował w wyborach do Parlamentu Europejskiego w 2019. W tym samym roku w wyborach parlamentarnych pełnił funkcję szefa sztabu wyborczego Koalicji Obywatelskiej. W wyborach tych został wybrany w skład Senatu X kadencji. Startował z ramienia Koalicji Obywatelskiej w okręgu nr 10, otrzymując 79 054 głosy.
W grudniu 2021 agencja prasowa Associated Press poinformowała, że interdyscyplinarne laboratorium Citizen Lab, działające na University of Toronto, ustaliło, że w okresie od 26 kwietnia do 23 października 2019 (tzn. w czasie, kiedy Krzysztof Brejza m.in. kierował sztabem wyborczym Koalicji Obywatelskiej) telefon komórkowy polityka został 33 razy zhakowany przy użyciu oprogramowania szpiegującego Pegasus. W styczniu 2022 Associated Press podała, że niezależnie od Citizen Lab ustalenia te potwierdziło interdyscyplinarne laboratorium Security Lab, działające przy Amnesty International.
W wyniku wyborów z 2023 powrócił do Sejmu; uzyskał mandat posła X kadencji, otrzymując 89 840 głosów. W styczniu 2024 objął mandat eurodeputowanego IX kadencji, zastępując w PE Radosława Sikorskiego, który został powołany na stanowisko ministra spraw zagranicznych; w konsekwencji wygasł jego mandat poselski. W wyborach w 2024 z powodzeniem ubiegał się o reelekcję, otrzymując 205 200 głosów.

## Wyniki w wyborach ogólnopolskich
| Wybory | Komitet wyborczy                | Komitet wyborczy      | Organ                            | Okręg            | Wynik           |
| ------ | ------------------------------- | --------------------- | -------------------------------- | ---------------- | --------------- |
| 2007   |                                 | Platforma Obywatelska | Sejm VI kadencji                 | nr 4             | 6441 (3,48%)    |
| 2011   | Sejm VII kadencji               | Platforma Obywatelska | 12 600 (3,43%)                   | nr 4             |                 |
| 2015   | Sejm VIII kadencji              | Platforma Obywatelska | 15 951 (4,26%)                   | nr 4             |                 |
| 2019   |                                 | Koalicja Europejska   | Parlament Europejski IX kadencji | nr 2             | 84 225 (12,69%) |
| 2019   |                                 | Koalicja Obywatelska  | Senat X kadencji                 | nr 10            | 79 054 (45,76%) |
| 2023   | Sejm X kadencji                 | Koalicja Obywatelska  | nr 4                             | 89 840 (16,83%)  |                 |
| 2024   | Parlament Europejski X kadencji | Koalicja Obywatelska  | nr 2                             | 205 200 (37,67%) |                 |

## Życie prywatne
Jest synem polityka Ryszarda Brejzy oraz Aleksandry Brejzy, kompozytorki i wykładowczyni na Akademii Muzycznej w Bydgoszczy. Jego stryjem był Jarosław Brejza. W trakcie studiów zawarł związek małżeński z Dorotą Brejzą, która później została adwokatem. Mają troje dzieci: Mateusza, Rozalię oraz Jana.